# Jorge Aguilar
Jorge Roberto Aguilar Mondaca (Santiago, 8 de enero de 1985) es un extenista chileno.
En su carrera ganó dos títulos Challenger en dobles. Alcanzó el puesto 167.º de la Clasificación de la ATP individual en 2010 y el 170.º en dobles en 2011. Representando a Chile, ganó la Copa Davis Juvenil (sub-16) en 2001 junto con Guillermo Hormazábal y Carlos Ríos.

## Trayectoria deportiva
En 2010 debuta en singles por la Copa Davis disputando el quinto punto de la serie ante Israel, enfrentando a Harel Levy, derrotándolo por 7-6 y 6-1. Un día antes debutó en dobles junto a Paul Capdeville, cayendo en cinco sets ante la experimentada pareja israelí Andy Ram y Jonathan Erlich.
Sus mejores resultados los obtuvo en dobles, donde sumó diecinueve torneos Futures y un Challenger. Por su parte, en individuales, ganó dieciséis títulos Futures y alcanzó una final en Challengers. En 2010 alcanza el puesto más alto de su carrera del Ranking ATP llegando al puesto 167.º. En el mes de mayo de 2010 alcanza unos de los mejores logros de su carrera, entrar al cuadro final de Roland Garros 2010, tras pasar tres rondas en la fase de clasificación derrotando a José Acasuso en la última. Debutó en este torneo perdiendo ante el checo Tomáš Berdych. En 2012 se transforma en el segundo singlista de Chile en la Copa Davis junto a Paul Capdeville.
En febrero de 2014, Chile enfrentaba a Barbados en Bridgetown. Derrota por 3-2 y Aguilar jugó el quinto punto contra Russell Moseley, contundente victoria por 6-1 y 6-2.
En abril del mismo año, enfrentaba a Paraguay por la permanencia en la Zona Americana II y ganaron los chilenos por 5-0. Aguilar junto a Paul Capdeville en dobles cerraron la serie tras derrotar a Ramón Delgado y Gustavo Ramírez por 6-2, 6-4 y 6-4. Jugó su último partido el 6 de abril tras derrotar por 6-4 y 6-2 a Juan Carlos Ramírez.
En la Copa Davis fue nominado 11 veces para el Equipo de Copa Davis de Chile, jugando en 10 nóminas, con 15 disputados y un registro favorable de 8-7; 4-1 en singles y 4-6 en dobles.
- Debut: marzo de 2010 ante Israel por el Grupo Mundial, derrota junto a Paul Capdeville por 7-6, 6-7, 6-2, 1-6, 0-6 ante Jonathan Erlich y Andy Ram.

- Último partido: abril de 2014 contra Paraguay por la Zona Americana II, victoria sobre Juan Carlos Ramírez por 6-4, 6-2.

En 2015 con 30 años decidió retirarse del tenis profesional.
Como entrenador, dirigió a su compatriota Christian Garin en 2015, además de aquello, fue nominado por el propio Garín para ser el capitán del equipo chileno en la Copa ATP en las ediciones 2020 y 2022.

## Títulos ATP (0)

### Clasificación en torneos del Grand Slam
| Torneo          | 2010 | Títulos |
| --------------- | ---- | ------- |
| Australian Open | -    | 0       |
| Roland Garros   | 1r   | 0       |
| Wimbledon       | -    | 0       |
| US Open         | -    | 0       |

## Títulos enChallengers(2;0+2)

### Finalista en individuales (1)
- 2009:  Lima, pierde ante  Eduardo Schwank

### Títulos en dobles (2)
| N.º | Fecha      | Torneo | Superficie    | Pareja         | Oponentes en la final                    | Resultado |
| --- | ---------- | ------ | ------------- | -------------- | ---------------------------------------- | --------- |
| 1.  | 01.08.2011 | Trani  | Tierra batida | Andrés Molteni | Giulio Di Meo Stefano Ianni              | 6-4 6-4   |
| 2.  | 20.04.2013 | Panamá | Tierra batida | Sergio Galdós  | Alejandro González Julio César Campozano | 6-4 6-4   |

### Finalista en dobles (6)
- 2006:  Santiago (junto a  Felipe Parada, pierden ante  Máximo González /  Sergio Roitman)

- 2007:  San Luis Potosí (junto a  Pablo González, pierden ante  Jérémy Chardy /  Marcelo Melo)

- 2010:  Buenos Aires (junto a  Federico Delbonis, pierden ante  Carlos Berlocq /  Brian Dabul)

- 2011:  Furth (junto a  Julio César Campozano, pierden ante  Rameez Junaid /  Frank Moser)

- 2012:  Santiago (junto a  Daniel Garza, pierden ante  Paul Capdeville /  Marcel Felder)

- 2014:  Santiago (junto a  Hans Podlipnik, pierden ante  Christian Garin /  Nicolás Jarry)

## Títulos enFutures(56; 22+34)

### Individuales (22)
| N.º | Fecha                    | Torneo                | Superficie    | Oponente en la final  | Resultado          |
| --- | ------------------------ | --------------------- | ------------- | --------------------- | ------------------ |
| 1.  | 21 de agosto de 2006     | Monterrey             | Tierra batida | Daniel Garza          | 7-6(4) 6-0         |
| 2.  | 6 de noviembre de 2006   | Santiago              | Tierra batida | Iván Miranda          | 6-1 6-3            |
| 3.  | 15 de octubre de 2007    | Cumpeo                | Tierra batida | Damián Patriarca      | 6-3 3-6 7-6(10)    |
| 4.  | 19 de noviembre de 2007  | Titirilquén           | Tierra batida | Leandro Migani        | 6-1 6-2            |
| 5.  | 12 de octubre de 2008    | Antofagasta           | Tierra batida | Federico Sansonetti   | 6-0 6-0            |
| 6.  | 18 de octubre de 2008    | Santiago              | Tierra batida | Federico Sansonetti   | 6-2 6-2            |
| 7.  | 8 de noviembre de 2008   | Lima                  | Tierra batida | Gabriel Moraru        | 4-6, 7-5 y 7-6 (4) |
| 8.  | 25 de mayo de 2009       | Córdoba               | Tierra batida | Federico Delbonis     | 6-4, 6-3           |
| 9.  | 6 de septiembre de 2009  | Sao José do Rio Preto | Tierra batida | Andre Miele           | 3-6, 6-3, 7-6 (2)  |
| 10. | 13 de septiembre de 2009 | Uberaba               | Tierra batida | Tiago Lopes           | 6-0, 6-0           |
| 11. | 10 de octubre de 2009    | Antofagasta           | Tierra batida | Guillermo Rivera      | 7-6(9), 6-0        |
| 12. | 31 de octubre de 2009    | Santiago              | Tierra batida | Cristóbal Saavedra    | 6-7(10), 6-3, 6-3  |
| 13. | 7 de noviembre de 2009   | Santiago              | Tierra batida | Iván Miranda          | 6-4. 7-5           |
| 14. | 3 de julio de 2011       | Moutauban             | Tierra batida | Kenny de Schepper     | 7-6(4) 6-4         |
| 15. | 9 de junio de 2012       | Concón                | Tierra batida | Guillermo Rivera      | 7-6(4) 6-4         |
| 16. | 24 de junio de 2012      | Trujillo              | Tierra batida | Júlio César Campozano | 6-2, 6-7, 6-0      |
| 17. | 2 de septiembre de 2012  | Plombino              | Tierra batida | Claudio Grassi        | 6-4, 6-0,          |
| 18. | 16 de diciembre de 2012  | Freddy Visansky       | Tierra batida | Guillermo Rivera      | 5-7 6-4 6-4        |
| 19. | 23 de diciembre de 2012  | Quilpué               | Tierra batida | Hans Podlipnik        | 6-0 3-6 6-4        |
| 20. | 16 de agosto de 2014     | Sao Jose do Rio Preto | Tierra batida | Henrique Cunha        | 3-6 6-3 7-5        |
| 21. | 4 de octubre de 2014     | Santiago              | Tierra batida | José Pereira          | 7-6(4) 6-4         |
| 22. | 25 de abril de 2015      | Santiago              | Tierra batida | Duilio Beretta        | 6-4 4-6 6-3        |

### Dobles (34)
| No. | Fecha                   | Torneo       | Superficie    | Pareja                | Oponentes en la final                                   | Resultado            |
| 1.  | 6 de septiembre de 2004 | Buenos Aires | Tierra batida | Guillermo Hormazábal  | Patricio Arquez / Emiliano Redondi                      | 6-0 6-0              |
| 2.  | 15 de noviembre de 2004 | Montevideo   | Tierra batida | Felipe Parada         | Francisco Cabello / Diego Junqueira                     | 6-0 6-0              |
| 3.  | 18 de abril de 2005     | Santiago     | Tierra batida | Felipe Parada         | Pablo Cuevas / Horacio Zeballos                         | 6-3 6-4              |
| 4.  | 4 de julio de 2005      | Foscani      | Tierra batida | Felipe Parada         | Nickolai Dyachok / Oleksandr Nedovyesov                 | 6-4 6-0              |
| 5.  | 18 de julio de 2005     | Bucarest     | Tierra batida | Felipe Parada         | Adrian Barbu / Ion Moldovan                             | 7-6(1) 6-7(5) 7-6(6) |
| 6.  | 25 de julio de 2005     | Targu Mures  | Tierra batida | Felipe Parada         | Nickolai Dyachok / Oleksandr Nedovyesov                 | 6-1 6-2              |
| 7.  | 1 de mayo de 2006       | Cali         | Tierra batida | Daniel Garza          | Lucas Engel / Michael Quintero                          | 6-3 6-2              |
| 8.  | 8 de mayo de 2006       | Barranquilla | Tierra batida | Daniel Garza          | Carlos Avellán / Michael Quintero                       | 4-6 6-3 6-2          |
| 9.  | 28 de mayo de 2006      | Mendoza      | Tierra batida | Daniel Garza          | Brian Dabul / Marcel Felder                             | 5-7 6-4 6-3          |
| 10. | 30 de octubre de 2006   | Talca        | Tierra batida | Martín Alund          | Gabriel Moraru / Predrag Rusevski                       | 6-3 6-3              |
| 11. | 20 de noviembre de 2006 | Antofagasta  | Tierra batida | Martín Alund          | Demian Gschwend / Sergio Ramírez                        | 7-5(5) 3-6 6-3       |
| 12. | 5 de noviembre de 2007  | Santiago     | Tierra batida | Felipe Parada         | Juan Pablo Amado / Goran Tosic                          | 5-7 6-3 10-8         |
| 13. | 18 de junio de 2008     | Vicenza      | Tierra batida | Carlos Avellán        | Giancarlo Petrazzuolo / Walter Trusendi                 | 7-6(2) 6-4           |
| 14. | 25 de mayo de 2009      | Córdoba      | Tierra batida | Rodrigo Pérez         | Federico Del Bonis / Juan Vásquez Valenzuela            | W/O                  |
| 15. | 26 de octubre de 2009   | Chile F4     | Tierra batida | Rodrigo Pérez         | Iván Endara / Daniel López                              | 6-1 6-0              |
| 16. | 13 de febrero de 2012   | Quillota     | Tierra batida | Rodrigo Pérez         | Guillermo Rivera-Aránguiz / Cristóbal Saavedra-Corvalán | 5-7 7-6(5) 10-8      |
| 17. | 20 de febrero de 2012   | Santiago     | Tierra batida | Rodrigo Pérez         | Michael Linzer / Gerald Melzer                          | 7-6(4) 2-6 10-6      |
| 18. | 27 de febrero de 2012   | Santiago     | Tierra batida | Rodrigo Pérez         | Gonzalo Lama / Felipe Mantilla                          | 6-3 6-2              |
| 19. | 2 de junio de 2012      | Viña del Mar | Tierra batida | Juan Carlos Sáez      | Guillermo Rivera-Aránguiz / Cristóbal Saavedra-Corvalán | 4-6 6-1 10-5         |
| 20. | 8 de junio de 2012      | Concón       | Tierra batida | Juan Carlos Sáez      | Federico Coria / Sebastián Decoud                       | 6-1 6-2              |
| 21. | 23 de junio de 2012     | Trujillo     | Tierra batida | Julio César Campozano | Marcelo Arévalo / Marcelo Demoliner                     | 6-4 3-6 10-6         |
| 22. | 2 de diciembre de 2012  | Chile F13    | Tierra batida | Juan Carlos Sáez      | Guillermo Rivera-Aránguiz / Cristóbal Saavedra-Corvalán | 6-2 6-2              |
| 23. | 18 de agosto de 2013    | Appiano      | Tierra batida | Juan Lizariturry      | Daniele Giorgini / Matteo Volante                       | 4-6 6-3 10-7         |
| 24. | 4 de octubre de 2013    | Santiago     | Tierra batida | Víctor Núñez          | Francisco Bahamonde / Facundo Mena                      | 6-2 6-7 10-4         |
| 25. | 27 de octubre de 2013   | Chosica      | Tierra batida | Ricardo Urzúa         | Mauricio Echazú / Cristóbal Saavedra-Corvalán           | 7-5 4-6 10-2         |
| 26. | 22 de diciembre de 2013 | San Felipe   | Tierra batida | Víctor Núñez          | David Fleming / Juan González Carrasco                  | 6-7 6-3 10-5         |
| 27. | 22 de marzo de 2014     | Santiago     | Tierra batida | Guillermo Núñez       | Víctor Núñez / Ricardo Urzúa                            | 6-7 6-2 10-4         |
| 28. | 29 de marzo de 2014     | Concón       | Tierra batida | Hans Podlipnik        | Bruno Sant'Anna / Caio Zampieri                         | 6-4 6-7 12-10        |
| 29. | 4 de mayo de 2014       | Vero Beach   | Tierra batida | Daniel Garza          | Devin McCarthy / Connor Smith                           | 6-4 6-7 10-7         |
| 30. | 27 de febrero de 2015   | Viña del Mar | Tierra batida | Hans Podlipnik        | Martín Cuevas / Nicolás Kicker                          | 6-4 7-6              |
| 31. | 11 de abril de 2015     | Santiago     | Tierra batida | Hans Podlipnik        | Nicolás Kicker / Fabricio Neis                          | 7-6 5-7 10-4         |
| 32. | 17 de abril de 2015     | Santiago     | Tierra batida | Duilio Beretta        | André Miele / Alexander Tsuchiya                        | 6-1 6-4              |
| 33. | 24 de abril de 2015     | Santiago     | Tierra batida | Duilio Beretta        | Juan Pablo Ficovich / Mariano Kestelboim                | 6-2 6-2              |
| 34. | 9 de octubre de 2015    | Santiago     | Tierra batida | Víctor Núñez          | Tomás Barrios / Jorge Montero                           | W/O                  |

### Equipos (1)
- 2001: Campeón Mundial Sub-16

### Finalista por equipos (1)
- 1999: Subcampeón Mundial Sub-14

## Ranking ATP al finalizar cada temporada
| Año                     | 2000 | 2001 | 2002 | 2003 | 2004 | 2005 | 2006 | 2007 | 2008 | 2009 | 2010 | 2011 | 2012 | 2013 | 2014 | 2015 |
| Ranking en individuales | 1012 | 1024 | 654  | 525  | 506  | 402  | 308  | 316  | 382  | 222  | 236  | 220  | 218  | 276  | 378  | 499  |